# Бюргер
Бю́ргер (нем. Bürger, от древн.-верхн.-нем. burgari — защитники города) — горожанин, также гражданин.
Данное немецкое слово соответствует французскому слову — буржуа (bourgeois). В СССР слово «бюргер» встречалось, главным образом, в переводах с немецкого языка.

## История
Эволюция значения слова «бюргер» в Западной Европе:

### Раннее средневековье
В Раннем Средневековье — жители укреплённого населённого пункта (нем. Burg — крепость, за́мок, град) или поселившиеся рядом с укреплённой кирхой, собором (лат. cives, urbani, oppidani; ср-в.лат. burgenses).

### Высокое средневековье
В Высоком Средневековье (XII век — XIV век) — свободные граждане немецких городов, имеющих «городское право» (например Любекское право, Магдебургское право, Кульмское право и другие) — в отличие от подданных феодальных сюзеренов (феодалов и королей).
После того когда полноправным горожанином — бюргером становился всякий член цеха, то есть общества ремесленников одного ремесла в городе, появляются в немецких государствах и другие бюргеры. Кроме фактически живущих в городе бюргеров, были еще и внегородские категории граждан, которых городам выгодно было привлекать теперь уже не из экономических (колонизационных) мотивов, как прежде, а из военных. Таких категорий было три:
- Эдельбюргер (Edelbürger) — благородные граждане (знатные люди), жившие в своих замках в окрестностях города, а в городе у них были свои дома, обычно это были могущественные князья, рыцари или аббаты;
- Аусбюргер (Ausbürger) — старые горожане, которым город разрешил приобрести недвижимость в окрестностях и проживать в ней, под защитой города;
- Пфальбюргер (Pfahlbürger) — посадские люди, люди незнатного происхождения, живущие в селе и испросившие себе у города право гражданства в виде патроната.

### Новое и Новейшее время
В Новое и Новейшее время:
- в процессе образования национальных государств, а затем и формирования гражданского общества — граждане государства (нем. Staatsbürger), имеющие закреплённые законами (Конституцией) права (нем. Bürgerrecht).
- на острове Цейлон (ныне Шри-Ланка) после его завоевания Великобританией бюргерами (Burgher) называли потомков голландцев и португальцев, живших на острове.
- жители Южно-Африканской республики и Оранжевого свободного государства[3].

## В русской литературе
В русской художественной литературе и публицистике XIX века, имеющей дворянское происхождение, а также в просторечии — слово бюргер часто употреблялось в пренебрежительно-презрительном контексте (так же, как и понятия «филистер», «обыватель», «мещанин»).